# 鹿児島県立楠隼中学校・高等学校
鹿児島県立楠隼中学校・高等学校（かごしまけんりつ なんしゅんちゅうがっこう・こうとうがっこう）は、鹿児島県肝属郡肝付町前田に所在し、中高一貫教育を提供する公立男子中学校・高等学校。
鹿児島県では併設型公立中高一貫校としては鹿児島市立鹿児島玉龍中学校・高等学校以来2校目で、初の公立の全寮制の男子校であり、東京都立秋川高等学校が2001年に廃校して以来15年ぶりの公立全寮制高等学校の復活となった。
2023年6月14日に鹿児島県議会で同県知事である塩田康一が同校の共学化、全寮制の廃止を表明した。

## 概要
校名の由来
「楠」は鹿児島県の県木、かつ肝付町の町木であるクスノキに由来。
「隼」は俊敏に飛翔する鳥のハヤブサ、鹿児島に住む人々の呼称「薩摩・大隅隼人」、地元肝付町にある内之浦宇宙空間観測所から打ち上げられた小惑星探査機の名称「はやぶさ」に由来。
設置課程・学科（高等学校）
全日制課程 普通科
学区・定員
中高ともに全国から生徒を募集。
- 中学校 - 1学年2学級（60名）
- 高等学校
  - 2017年（平成29年）度まで1学年2学級（60名）。
  - 2018年（平成30年）度から1学年3学級（90名）。うち2学級（60名）は中学校からの内学生なので、1学級（30名）を他の中学校から募集することになる。

校訓
「大志・叡智・至誠」
制服は中高共にブレザーでカッターシャツに中学校は青白ストライプ、高等学校は灰白ストライプのネクタイ。

## 沿革

### 開校前
- 2012年（平成24年）12月5日 - 鹿児島県教育委員会、大隅地域の公立高校再編の一環として肝付町の鹿児島県立高山高等学校に中高一貫教育を導入し平成27年度の開校を目指し検討していることを明らかにする。
- 2013年（平成25年）
  - 7月5日 - 公式ブログを開設。
  - 7月23日 - 校名を「鹿児島県立楠隼中学校・高等学校」に決定。
- 2014年（平成26年）3月 - 鹿児島県立高山高等学校の生徒募集を停止[広報 1]。

### 開校後
- 2015年（平成27年）
  - 4月1日 - 「鹿児島県立楠隼中学校・高等学校」が開校[広報 1]。
    - 中学校の定員を1学年あたり2学級60名、高等学校の定員を1学年あたり2学級60名とする。
    - 中学校1年生（2学級60名）、高等学校1年生（2学級60名）が入学。（中2・中3・高2・高3は不在）

  - 4月11日 - 入学式を執り行った[1][2]。
- 2016年（平成28年）
  - 3月31日 - 鹿児島県立高山高等学校が廃止される[広報 1]。
  - 4月1日 - 中学校2学年（4学級120名）、高等学校2学年（4学級120名）。（中3・高3は不在）
- 2017年（平成29年）4月1日 - 中学校3学年（6学級180名）、高等学校3学年（6学級180名）。（中1から高3まで全学年がそろう）
- 2018年（平成30年）4月1日 - 初めて中学校から高等学校へ内部進学が行われる。中高一貫教育を開始。
  - この時の入学生から高等学校の1学年あたりの定員が内部進学2学級60名を含めた3学級90名となる。

- 2020年（令和2年） - 鹿児島県知事選にて、楠隼中学校・高等学校の共学化をマニフェストに掲げた塩田康一知事が当選。
- 2023年（令和5年）
  - 6月14日 - 鹿児島県議会本会議にて、塩田知事が楠隼の共学化・全寮制の廃止を表明。

#### 広報資料・プレスリリースなど一次資料
1. 1 2 3  2併設型中高一貫教育校の開校及び高山高校の募集停止について（別紙2） (PDF)  - 鹿児島県ウェブサイト